# Gary Bailey
Gary Richard Bailey (født 9. august 1958) er en engelsk tidligere fodboldspiller, der havde næsten 300 optrædener i The Football League som målmand for Manchester United. Han spillede i hans karriere 2 kampe for England. Han deltog desuden ved VM i fodbold 1986 i Mexico.